# Bernardo de Irigoyen
Bernardo de Irigoyen (Buenos Aires, Argentina, 18 de diciembre de 1822 - Buenos Aires, 27 de diciembre de 1906) fue un abogado, diplomático y político argentino. Dos veces ministro de Relaciones Exteriores, en 1874 y 1882 y una vez ministro del Interior en 1877. En 1898 fue elegido gobernador de la provincia de Buenos Aires. Fue dos veces candidato a presidente de la Nación, en 1886 y en 1892, y dos veces senador nacional en 1895.

## Biografía

### Primeros años
Según el genealogista Narciso Binayán Carmona; era descendiente del conquistador, explorador y colonizador español Domingo Martínez de Irala (1509-1556); sus antepasados tenían un remoto origen mestizo  guaraní.
Irigoyen asistía a las tertulias organizadas por Manuela Rosas, hija del gobernador. El mismo Rosas había detectado el comienzo de un romance entre su hija y el joven abogado que se venía desarrollando desde principios de 1843, por tal motivo Rosas lo nombró Oficial de la recién establecida Legación Argentina en Chile. 

### Inicios en la política durante el Rosismo
Los propósitos del gobernador para establecer una Legación en Chile eran dobles: por un lado se estudiaba cómo había que enfrentar la ocupación de los Estrechos de Magallanes por parte de Chile, que estaban ocupados desde septiembre de 1843 y el gobierno argentino los consideraba propios, y por otro lado contrarrestar la acción de los emigrados argentinos, encabezados por Domingo Faustino Sarmiento, que desarrollaban actividades contrarias a Rosas en la prensa chilena. 
Sarmiento dejó Chile para Europa a fines de 1845 y la Legación fue retirada al año siguiente. Irigoyen recibió instrucciones de permanecer en Mendoza, preservar los archivos y entregarlos al nuevo Ministro, Miguel Otero, que nunca apareció ni se hizo cargo de sus funciones. Sarmiento regresó a Chile en 1848 e Irigoyen permaneció en Mendoza hasta fines de 1850.
Durante su tiempo en Mendoza, Irigoyen contribuyó en el diario “La Ilustración Argentina” que el gobernador Rosas había hecho fundar en la provincia. Mientras permaneció en Mendoza tuvo activa participación en la política de la región, actuando como "agente de Rosas en una zona que éste consideraba, y no sin causa, peligrosa para su política". 
También en Mendoza, se casó con Carmen Olascoaga, hermana del coronel Manuel José Olascoaga, el 12 de octubre de 1850, con la cual tuvo 8 hijos: María del Carmen (nacida en Mendoza), Bernardo, Elena Juana, Manuel José Fermín, Fermín Francisco, Mercedes Adela, Carlos Alfredo Doroteo e Irene Alcira Irigoyen. 

### Después de Caseros
Irigoyen permaneció en la ciudad al separarse Buenos Aires de la Confederación luego de la revolución del 11 de septiembre de 1852. Pero al producirse la contrarrevolución del 10 de diciembre por los partidarios de Urquiza, y dirigida por el general Hilario Lagos, Irigoyen se expatrió en Montevideo. 
En 1857 decidió volver a cursar las últimas materias que le faltaban para terminar la carrera de derecho y para recibirse de doctor en jurisprudencia, graduándose algún tiempo después. 

### Regreso a la política
En agosto de 1874, el Colegio Electoral proclamó la victoria de Avellaneda en las elecciones presidenciales y en los círculos cercanos al presidente electo comenzó a circular el nombre de Irigoyen como firme candidato a ministro de Relaciones Exteriores o ministro plenipotenciario en Río de Janeiro. Pero inmediatamente una feroz campaña contra el nombramiento de Irigoyen surgió, impulsada por el diario La Tribuna, en donde se le recriminaba su pasado rosista. Aunque el presidente Avellaneda no cambió su opinión y le ofreció el cargo a Irigoyen, que lo rechazó. En consecuencia nombró canciller a Félix Frías, entonces jefe de la Legación argentina en Chile.

### Gobiernos de Avellaneda y Roca
En julio de 1875, siendo Irigoyen presidente de la Cámara de Diputados de la Nación, que integraba desde su elección en 1874, Avellaneda insistió en convencerlo de que aceptara la Cancillería pero Irigoyen rechazaba argumentando su falta de preparación para el cargo. Debido a la insistencia del presidente, Irigoyen terminaría aceptando e incorporándose como ministro de Relaciones Exteriores en agosto de ese año.   
Durante su gestión debió enfrentar la amenaza del Banco de Londres y del gobierno de Gran Bretaña de bombardear Rosario si el gobierno de Santa Fe no dejaba sin efecto la intervención del Banco de Londres. La enérgica posición de Irigoyen detuvo la acción bélica. A raíz del conflicto Irigoyen fue conocido por elaborar una doctrina sobre la ausencia de nacionalidad de las sociedades anónimas y la inaplicabilidad para las mismas de la protección diplomática que recibían los ciudadanos.[cita requerida]
Hacia mediados de 1876, los mitristas fueron acercándose progresivamente al gobierno debido a la política de la "Conciliación de los partidos" lanzada por el presidente y por Adolfo Alsina, ministro de Guerra.
Las elecciones presidenciales del 11 de abril, el general Julio Argentino Roca resultó electo presidente de la Nación, derrotando a Carlos Tejedor, gobernador de Buenos Aires.
El 20 de julio de 1881, se firmó el Tratado de Límites con Chile luego de las negociaciones que se desarrollaron durante toda la primera mitad del año con la mediación de los ministros plenipotenciarios de los Estados Unidos en Buenos Aires y Santiago de Chile. El tratado sentó la base de la frontera entre ambos países, desmilitarizó el estrecho de Magallanes, declaró obsoletos los tratados anteriores y nombró una instancia en caso de controversias.

### Revolución del Parque y formación de la Unión Cívica Radical
Irigoyen fue invitado al evento pero no asistió aunque se adhirió por escrito a los ideales que llevaron al acto. El 13 de abril de 1890, Irigoyen asistió al acto en el popular Frontón Buenos Aires. Ese día nació la Unión Cívica, nuevo partido político que congregaba a toda la oposición al gobierno de Juárez Celman y que estaba formado por figuras como Bartolomé Mitre, Leandro Alem, Aristóbulo del Valle, Vicente Fidel López, y otros hombres. 
En enero de 1896 fallece Aristóbulo Del Valle y en julio de ese mismo año se suicida Alem. Para ese entonces, la Unión Cívica Radical se encontraba dividida en dos tendencias: los rojos de Alem y los líricos de Hipólito Yrigoyen. Luego de la muerte de Alem, la división se cerró brevemente pero pronto las diferencias comenzaron a surgir nuevamente cuando el sector liderado por Irigoyen (aquel que se agrupaba en torno a los antiguos rojos de Alem) tomó contactos con la Unión Cívica Nacional, y con un sector político liderado por Roque Sáenz Peña, para formar una alianza que se conoció como la política de las paralelas. Esta política tenía la finalidad de enfrentar la candidatura presidencial de Julio Argentino Roca y proponía la candidatura presidencial de Irigoyen, acompañado en la vicepresidencia por un mitrista, y la candidatura del mitrista Emilio Mitre para la gobernación de Buenos Aires, acompañado por un radical. Pero finalmente las tensiones provocadas por el sector de Hipólito Yrigoyen, que disolvió el comité radical de la provincia de Buenos Aires en desacuerdo con la política de las paralelas, hizo imposible la alianza electoral con el mitrismo, que tuvo que ser abandonada. 

### Gobernador de Buenos Aires
La gobernación de Irigoyen fue dificultosa debido a la división del radicalismo y la oposición de la legislatura provincial a muchas de sus iniciativas, que no lo dejaron poder elegir a sus ministros a su preferencia. También se sumaba la oposición del propio vicegobernador Demarchi, aliado al sector hipolista. Irigoyen tuvo que superar problemas políticos y administrativos difíciles, anulación de elecciones, dos intervenciones a la legislatura provincial. Entregó el gobierno a su sucesor, Marcelino Ugarte, su ministro de Hacienda, el 1 de mayo de 1902.

### Senador nacional y fallecimiento
Bernardo de Irigoyen falleció en Buenos Aires el 27 de diciembre de 1906, mientras dormía, nueve días después de haber cumplido 84 años. Actualmente dos localidades en las provincias de Santa Fe y Misiones llevan su nombre[cita requerida]

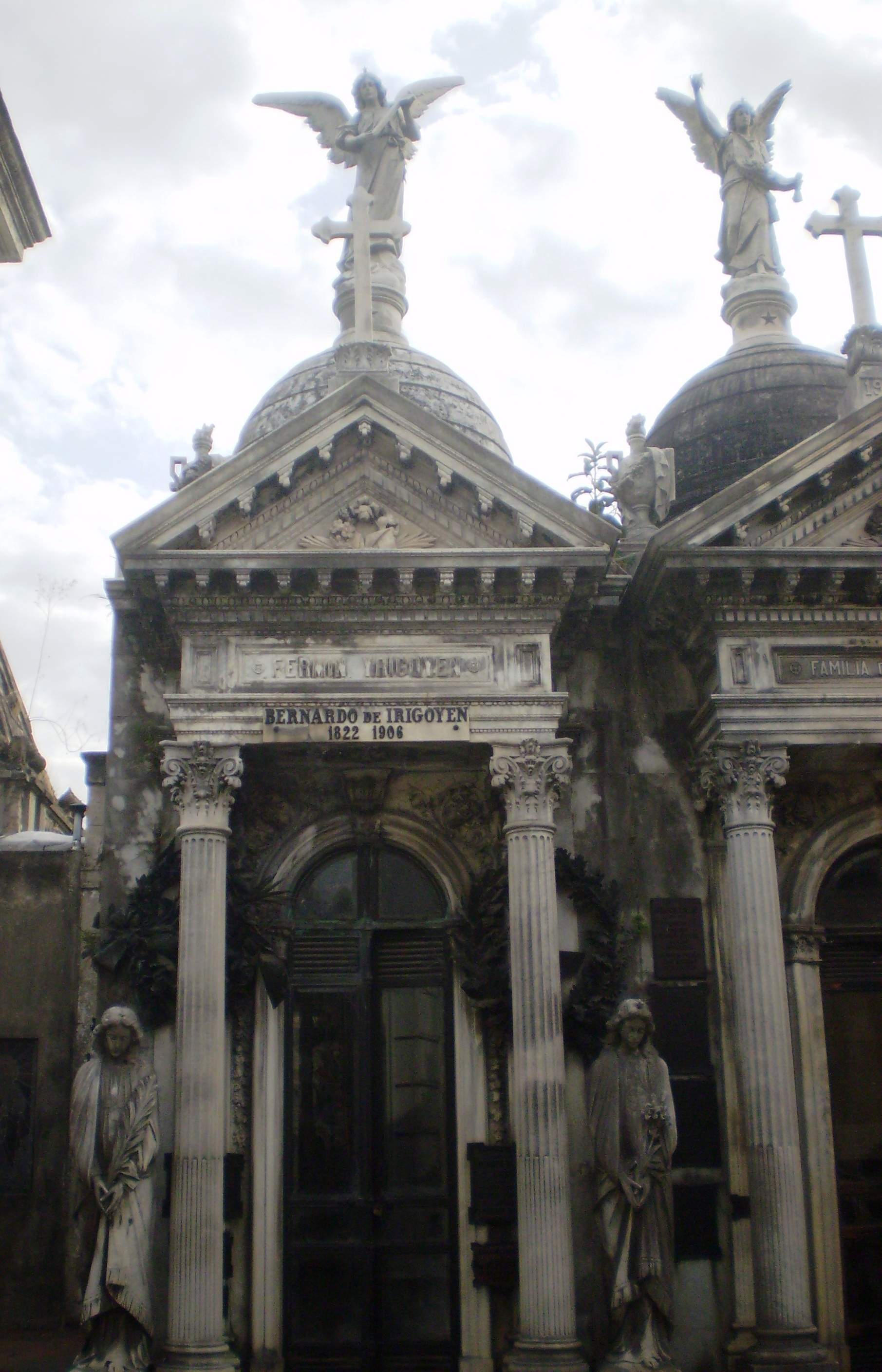
Su tumba en el cementerio de la Recoleta.